# Lazi (Berane)
Lazi es un pueblo ubicado en el municipio de Berane, en Montenegro.

## Demografía
Hasta 2011 la población era de 27 habitantes, conformada por 10 hogares y 42 viviendas.
| 386                                                              | 436 | 461 | 311 | 251 | 130 | 99 | 27 |
| (Fuente: Population statistics of Eastern Europe & former USSR.) |     |     |     |     |     |    |    |

| Etnicidad                                           | Número | Porcentaje |
| --------------------------------------------------- | ------ | ---------- |
| Serbios                                             | 75     | 75,75 %    |
| Montenegrinos                                       | 22     | 22,22 %    |
| Otros                                               | 2      | 2,01 %     |
| Fuente: Republic of Montenegro. Statistical Office. |        |            |